# 1998 YR
1998 YR är en asteroid i huvudbältet som upptäcktes 16 december 1998 av den japanska astronomen Takao Kobayashi vid Ōizumi-observatoriet.
Asteroiden har en diameter på ungefär 13 kilometer.